# Mario Satz
Mario Norberto Satz Tetelbaum (Coronel Pringles, provincia de Buenos Aires, 1944) es un filósofo y escritor hispano-argentino.

## Biografía
Mario nació en el seno de una familia de origen judío. Tras cursar estudios secundarios en su país natal, viajó por Sudamérica, EE. UU. y Europa. Entre 1970 y 1973 vivió en Jerusalén, estudiando la Kábala, la Biblia y Antropología e Historia de Oriente Próximo. En 1977 recibió una beca del gobierno italiano para investigar en Florencia la obra de Giovanni Pico della Mirandola. Nacionalizado español, reside en Barcelona desde 1978 donde se licenció en Filología Hispánica.

## Libros de Poemas
- Los cuatro elementos. Buenos Aires: Montanari, 1964
- Hoja de ruta. Qutio: Ediciones Insurrexit, 1966
- Las frutas. Buenos Aires: Rodolfo Alonso, 1970
- Quintaesencia. Mallorca: Papeles de Son Armadans, 1974
- Los peces, los pájaros, las flores. Buenos Aires: Editorial Sudamericana, 1975
- Canon de polen. Buenos Aires: Editorial Sudamericana, 1976
- Sámaras. Barcelona: Editorial Argonauta, 1981
- Las redes cristalinas. Barcelona: Ediciones Obelisco, 1985
- Enseñanzas de una Lágrima. Barcelona: Mtm editor.es, 2001

## Novelas
Tres cuentos españoles
- Sol, Luna, Tierra. Barcelona: Editorial Noguer, 1976-1978
- Marte. Barcelona: Seix Barral, 1980
- La fabulosa historia de Kallima y el árbol que canta. Madrid: Alfaguara, 1987
- "Equito de la Tundra". Madrid: Alfaguara, 1988.
- Mercurio. Madrid: Heptada, 1991
- Vidas paralelas. Barcelona: RBA, 2006
- El secreto de la miel. Madrid: Huerga Fierro Editores, 2007
- Budai, el buda de la risa. Barcelona: RBA, 2005
- Amore Ludum
- La ruta de las especias
- Azahar. Madrid: Taurus, 1996
- La música de las esferas. Dairea Ediciones, 2014
- Campos de ajedrez. Huerga y Fierro Editores, 2016

## Ensayos
- El rostro y sus máscaras. Barcelona: Acantilado, 2024.[1]
- El fruto más espléndido del Árbol de la Kábala. Madrid: Miraguano, 2005
- Qué es la Kábala. Barcelona: Editorial Kairós, 2011
- Jesús el Nazareno: terapeuta y kabalista. Madrid: Miraguano, 2006
- El Cantar de los Cantares: los aromas del amor. Barcelona: Kairós, 2005
- Los alumbrados. Madrid: Miraguano, 2004
- Las vocales de la risa, risoterapia y cultura. Madrid: Miraguano, 2003
- El ábaco de las especies.Valencia: Pre-Textos, 1994
- Umbría lumbre : San Juan de la Cruz y sabiduría secreta en la Kábala y el Sufismo. Madrid: Hiperión, 1990
- Introducción a la kábala
- Senderos en el jardín del corazón: poética de la kábala. Barcelona: Kairós, 1989
- El judaísmo : 4000 años de cultura. Barcelona: Montesinos, 1982